# 聖胡安河 (阿根廷)

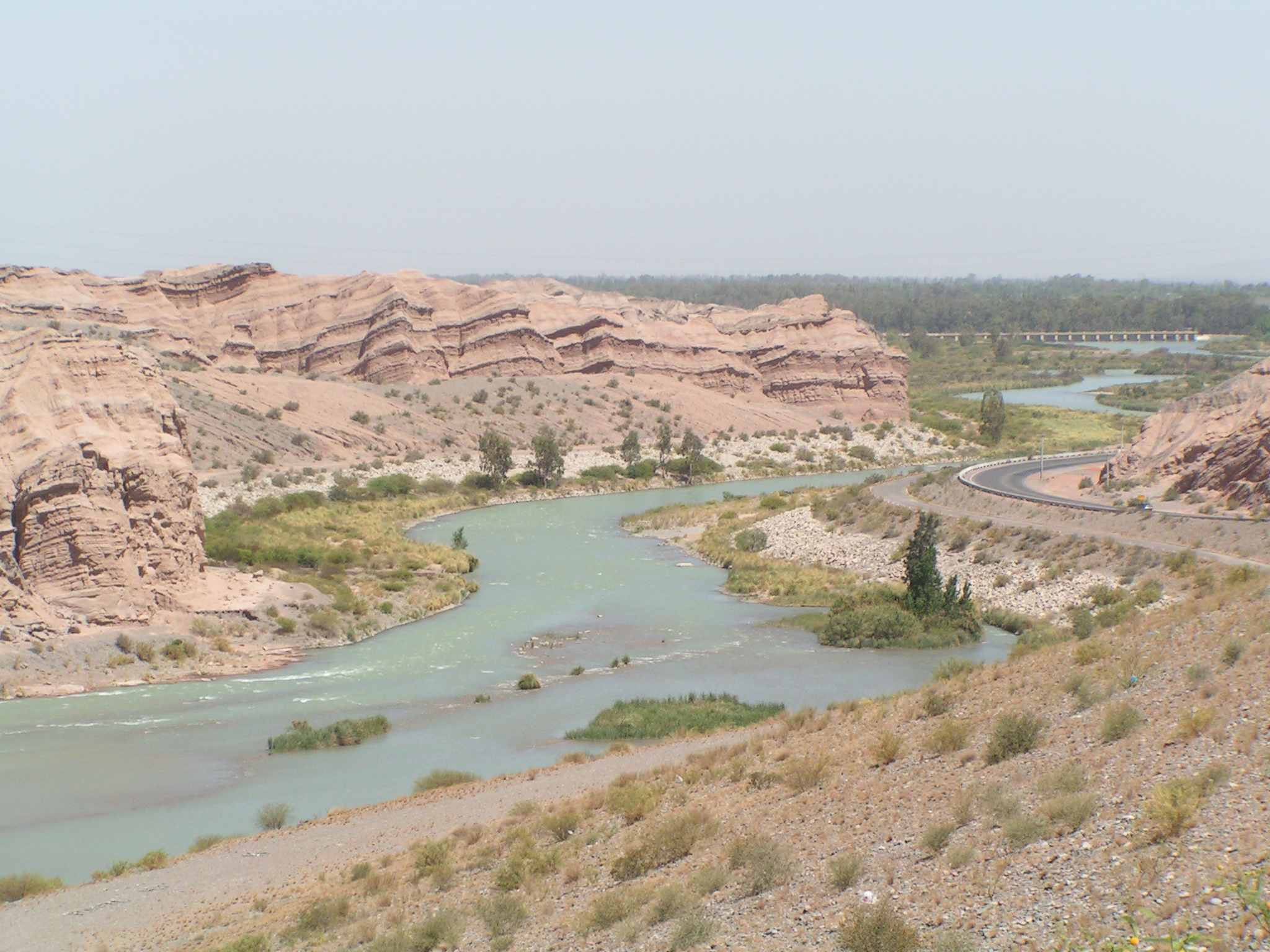
聖胡安河

聖胡安河（西班牙語：Río San Juan）是阿根廷的河流，位於該國中南部，由聖胡安省負責管轄，河道全長500公里，流域面積39,906平方公里，河水來自安第斯山脈的融雪。
31°15′15″S 69°13′00″W / 31.25417°S 69.21667°W